# 八路军太南办事处台东情报站旧址
八路军太南办事处台东情报站旧址，位于山西省长治市潞城区成家川街道台东村。
2016年6月6日，八路军太南办事处台东情报站旧址公布为第五批山西省文物保护单位，编号5-162，近现代类，年代为民国三十年（1941）。